# 宇宙巡航艦 (遊戲)
《宇宙巡航艦》，歐美名稱《黑暗女神》（Nemesis）是一款由日本遊戲公司科樂美所開發與發行之射擊遊戲，屬於橫向捲軸射擊遊戲《宇宙巡航艦系列》的第一部作品，於1985年5月29日在日本上市。

## 劇情
街機版
美麗的行星·Gradius，突然遭受了Bacterion軍團的攻擊。面臨敵人強大的攻擊，使得瀕臨滅亡邊緣的Gradius星將最後的希望寄託在超時空戰鬥機Vic Viper上。為了擊敗Bacterion軍團，Vic Viper必須前往摧毀敵軍的Zeros要塞。
MSX版
Gradius曆6658年，Bacterion軍團襲擊Gradius，Gradius軍隨展開反擊。詹姆斯波頓（James Burton）少校超時空戰鬥機Vic Viper出擊，與Bacterion軍團展開戰鬥。

## 遊戲系統
本作品建立了日後宇宙巡航机的操作與遊戲系統之基礎，概要如下所示。
操作
- 方向鍵 - 操作戰機移動方向
- 射擊鍵 - 一般攻擊
- 飛彈鍵 - 飛彈攻擊
- 強化鍵 - 取得紅色能量膠囊後，可以利用強化鍵來提升機體武裝或性能

能量膠囊
在擊毀特定敵人或是敵人飛行編隊後會出現能量膠囊。紅色膠囊的取得數量可以決定各種裝備的強化、提升，或追加。若是取得藍色能量膠囊，則可以將畫面上的低耐久度敵人瞬間全滅。
能量表
每取得一次紅色膠囊即可提升一格能量表，每一格能量表各自表示一種裝備供玩家選擇。
1. 速度提升 （SPEED UP） - 最高可以提升五次。
2. 飛彈 （MISSILE） - 向前下方發射對地飛彈，落到地面後會延著地面前進直到擊中敵人為止。MSX版具有第二段強化。
3. 雙向子彈 （DOUBLE） - 原本的兩發前向子彈轉移一發往前上方發射。無法與雷射並用。
4. 雷射 （LASER） - 具有貫穿能力的雷射。無法與雙向子彈並用。MSX版具有第二段強化。
5. 子機 （OPTION） - 子機（跟在自機後方並進行一樣的攻擊，最多可以攜帶四枚。部分移植版如MSX版與FC版由於受到主機性能之限制，因此子機最大攜帶量減為兩枚。
6. ？ - 機首會追加兩枚盾牌，用來防禦來自前方的攻擊，可以抵擋16發。早期稱為「防護罩」(Barrier)，移植以後改稱「盾牌」(Shield)。

建

## 關卡介紹
| 關卡 | 名稱                 | 頭目                 | 配樂                           |
| 1    | 火山                 | 核心戰艦 (Big Core)  | 挑戰者1985（Challenger 1985）  |
| 2    | 巨石陣               | 核心戰艦             | 擊退（Beat Back）              |
| 3    | 摩艾石像             | 核心戰艦             | 空白面具（Blank Mask）         |
| 4    | 逆火山               | 核心戰艦             | 自由飛行者（Free Flyer）       |
| -    | 沙漠 (PCE版限定關卡) | 核心戰艦             | 樂曲名稱不明                   |
| 5    | 觸手                 | 核心戰艦             | 迷宮音樂（Mazed Music）        |
| 5'   | 骨 (MSX版限定關卡)   | 核心戰艦             | 樂曲名稱不明                   |
| 6    | 細胞                 | 細胞核               | 機械水珠（Mechanical Globule） |
| 7    | 要塞                 | 電子腦 (Cyber Brain) | 最後攻擊（Final Attack）       |

- 全部的頭目戰配樂皆為「航空母艦」（Aircraft Carrier）。

## 移植版本
本遊戲具有以下幾種移植版本：
- FC - 玩家機體從Vic Viper改為Warp Rattler。

- Wii Virtual Console為FC移植版
- 任天堂Switch線上服務為FC移植版

- MSX - 黑暗女神系列(MSX宇宙巡航艦系列)首部曲。
- Commodore 64
- Amstrad CPC
- Sinclair ZX Spectrum
- PC-8801
- X1
- X68000
- PC Engine

- Wii虛擬平臺PCE移植版

- 手機Java程式版
- 手機Java程式版 - 宇宙巡航艦完全版
- PlayStation - 宇宙巡航艦DX包 (GRADIUS Deluxe Pack)
- Sega Saturn - 宇宙巡航艦DX包 (GRADIUS Deluxe Pack)
- PlayStation Portable - GRADIUS Portable

## 秘技
- 增強裝備：遊戲進行時，按START鍵，再輸入上、上、下、下、左、右、左、右、B、A，然後再按START鍵，這樣可增加兩個子機+導彈+護罩，不過此秘技使用次數有限，每過一關增加一次使用次數。值得一提是此密碼就是誕生於此遊戲，日後成為習俗出現在柯拿米諸多遊戲上成為「科乐美秘技」，其實原本來自公司測試員橋本和久，他射擊遊戲功力較差很難打通遊戲測試所有可能錯誤，於是寫下這作弊程式方便自己測試品管，不料上市前忘記刪除，之後可能是公司有人外洩或是被玩家試出發現，反而被認為是遊戲公司蓄意設計來體諒遊戲功力差的玩家能打通關看到結局，[4]反而大紅成為一種次文化，公司也從善如流讓其成為全公司遊戲特色。許多玩家誤以為「柯拿米密碼」創始是在魂斗羅然而宇宙巡航艦才是最早帶有此密技的正解。
- 續關：在GAME OVER畫面出現時輸入下、上、B、A、B、A、B、A、B、A，等待畫面結束后自動續關。
- 特別字樣：打開遊戲，然後按住A、B鍵重新開機就會出現灰色畫面顯示“KONAMI ONE  GRADIUS ONE”兩行特別字樣。

## 動畫版
沙羅曼蛇BASIC SAGA －冥想的帕歐拉－
詳細請參見沙羅曼蛇：冥想的帕歐拉。

## 閒話
- 本作品在企劃及製作時的暫定標題為《Scramble 2（英语：Scramble (video game)）》，直到製作進入後半期才正式確定標題為《GRADIUS》。[5]
- 封面上綠色的敵方戰艦在本遊戲中並沒有登場，而是在續篇《宇宙巡航艦Ⅱ：高弗的野望》才正式登場。

## 外部連結
- GRADIUS Portable官方網站（页面存档备份，存于） (日文)
- GRADIUS手機版官方網站（页面存档备份，存于） (日文)
- GRADIUS手機完全版官方網站（页面存档备份，存于） (日文)
- Wii虛擬平臺 宇宙巡航艦FC版（页面存档备份，存于） (日文)
- Wii虛擬平臺 宇宙巡航艦PCE版 (日文)